# Ларягин, Николай Григорьевич
Николай Григорьевич Ларягин (1923 год — 13 марта 1945 года) — участник Великой Отечественной войны, полный кавалер Ордена Славы (1945).

## Биография
Родился в 1923 году в селе Красновидово Свияжского кантона Татарской АССР ныне Камско-Устьинского района Татарстана в крестьянской семье.
До войны работал в колхозе. В 1942 году призван в РККА.
С 5 по 7 января 1944 года гвардии сержант Ларягин, будучи командиром отделения разведки управления 2-го дивизиона 31-го гвардейского артиллерийского полка 12-й гвардейской стрелковой дивизии 61-й армии Белорусского фронта в районе села Александровка в 11 км к востоку от города Калинковичи Гомельской области перед наступлением обнаружил 3 дзота с пулемётами и 2 миномёта противника. 8 января 1944 года под огнём противника корректировал огонь батареи по подавлению данных вражеских целей, что облегчило наступление советских подразделений. 23 января 1944 года награждён орденом Славы 3 степени.
В дальнейшем, будучи в составе того же артиллерийского полка 1-го Прибалтийского фронта отличился в боях по блокированию курляндской группировки противника. 4 ноября 1944 года в районе населённого пункта Маздзелда  в 11 км к югу от города Рудбаржи Латвийской ССР выдвинулся в боевые порядки пехоты, обнаружил 3 пулемёта и миномётную батарею врага, которые затем были подавлены, из личного оружия уничтожил трёх вражеских солдат. 29 декабря 1944 года награждён орденом Славы 2 степени.
С 10 по 13 марта 1945 года вблизи населённого пункта Розенгартен в 2 км к востоку от Альтдамма (ныне район города Щецин), будучи начальником разведки дивизиона, разведал 5 пулемётных точек и 2 орудия противника. В бою был ранен, после повторного ранения эвакуирован в военный госпиталь, где умер 13 марта 1945 года.
31 мая 1945 года Указом Президиума Верховного Совета СССР посмертно награждён Орденом Славы 1 степени, став полным кавалером Ордена Славы.

## Награды
- медаль «За отвагу» (21.7.1943)[4]
- орден Славы 3 степени (23.1.1944)[1]
- орден Славы 2 степени (29.12.1944)[2]
- орден Славы 1 степени (31.5.1945)[3]